# Pikes Peak

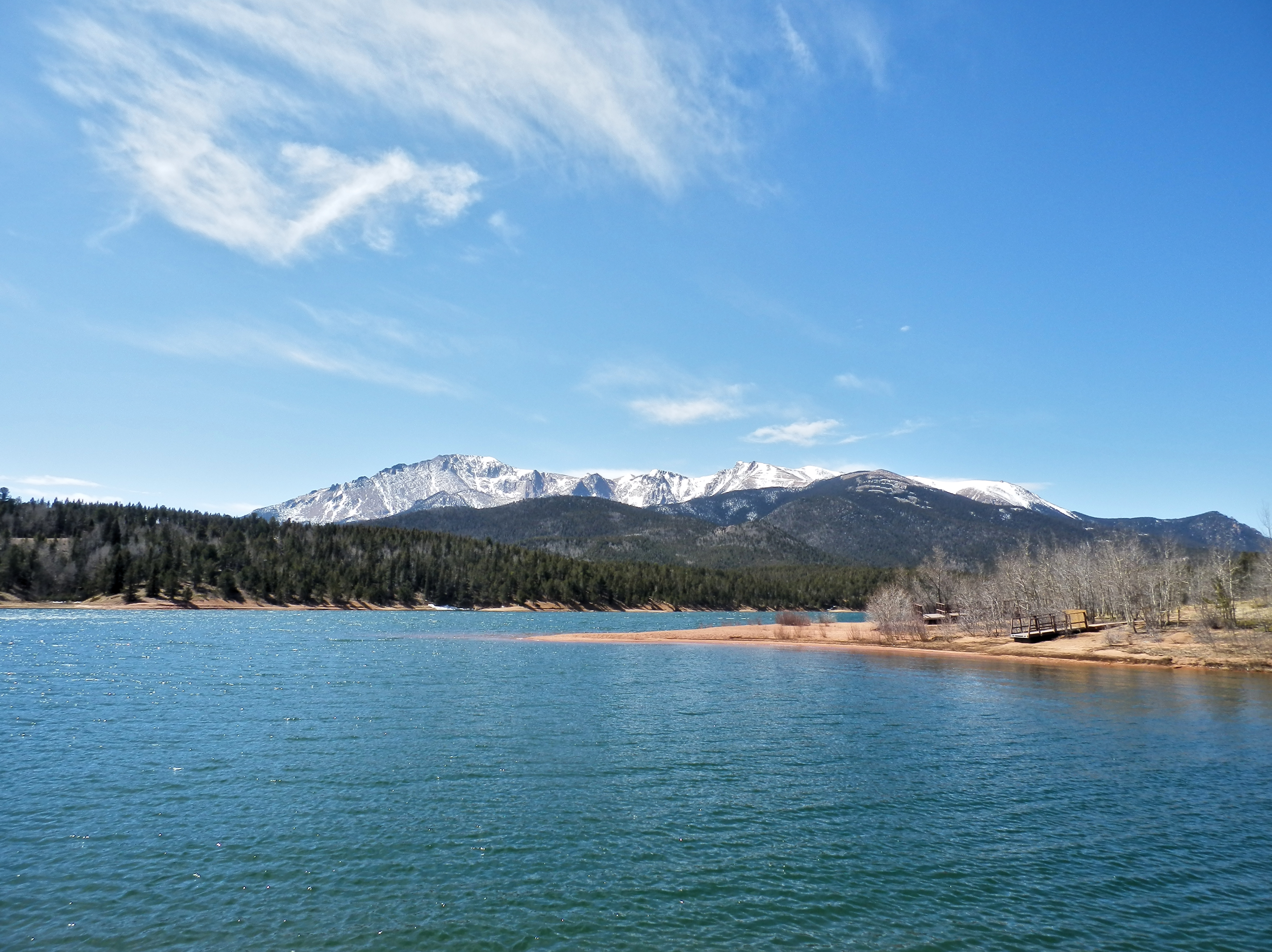
Pikes Peak vom Crystal Creek Reservoir

Pikes Peak (früher Pike’s Peak) ist ein Berg mit einer Höhe von 4299,83 m (14.107 Fuß) in der Front Range der Rocky Mountains, nahe Colorado Springs, Colorado. Er wurde benannt nach Zebulon Pike, einem Forschungsreisenden, der 1806 die Pike-Expedition in das südliche Colorado anführte. Es handelt sich um einen der 53 Berge Colorados, deren Gipfel höher als 14.000 Fuß aufragen und somit zu den sogenannten Fourteeners (Vierzehntausendern) gehören. Auf seinem Gipfel befinden sich eine Forschungsanstalt sowie ein 2021 fertiggestelltes Besucherzentrum.

## Geschichte
Die erste bekannte Besteigung gelang am 14. Juli 1820 dem Botaniker Edwin James und zwei Begleitern, die einer von Stephen Long angeführten Expedition angehörten.
1858 wurde in der Gegend Gold gefunden (Pikes Peak Gold Rush), zwar nicht im Berg selbst, er wurde aber wegen seiner Markantheit als Name für das Gebiet genommen. Pike’s Peak or Bust wurde der Schlachtruf der Goldsucher. Die dabei entstandenen Goldsuchersiedlungen wurden zur Keimzelle des Staates Colorado.
Auf dem Pikes Peak gab es einst ein Skigebiet, das jedoch wegen Schneemangels geschlossen werden musste. Da der Berg zu wenig natürlichem Schneefall ausgesetzt ist, musste kostenintensiv Kunstschnee erzeugt werden, der aber von den herrschenden Starkwinden stets schnell fortgeblasen wurde.
Der ursprüngliche offizielle Name „Pike’s Peak“ wurde 1891 in die heutige Schreibweise abgewandelt. Seit 1978 schreibt ein Gesetz des Staates Colorado diese Schreibweise verbindlich vor. Trotzdem findet sich immer noch hier und da der alte Name.
Über eine früher zum Teil unbefestigte, seit 2011 durchgängig asphaltierte Serpentinenpiste mit imposantem Ausblick, meist ohne Schutzplanken, ist der Gipfel (The Summit) auch per Auto zu erreichen.
Der Namensgeber Pike hat seinen Berg (den er zunächst „Grand Peak“ nannte) niemals bestiegen, er hielt ihn angeblich sogar für unbezwingbar, was jedoch schnell widerlegt wurde. 1835 erhielt der Pikes Peak dann seinen auch heute noch gültigen Namen zu Ehren von Zebulon Pike, der zu diesem Zeitpunkt allerdings schon viele Jahre tot war. 
An klaren Tagen soll der Pikes Peak sogar noch von der Grenze zum östlich benachbarten Bundesstaat Kansas aus zu sehen sein.
Am 4. Juli 1961 wurde der Berg als National Historic Landmark anerkannt, am 15. Oktober 1966 wurde er im National Register of Historic Places mit der Nummer 66000245 aufgenommen.

## Pikes Peak Marathon
Jährlich findet ein Marathonlauf zum Gipfel und wieder hinab statt, der auf dem Barr Trail verläuft.

## Das BergrennenPikes Peak International Hill Climb
Auf der weiter oben erwähnten Piste zum Gipfel wird seit 1916 alljährlich ein unter Motorsportlern weltberühmtes Bergrennen, das Pikes Peak International Hill Climb (PPIHC), auch „Race To The Clouds“ genannt, ausgetragen. Der Streckenrekord für die 12,42 Meilen beziehungsweise 19,99 Kilometer lange Rennstrecke mit insgesamt 156 Kurven steht seit dem 24. Juni 2018 bei 7:57,148 Minuten und wurde von Romain Dumas mit dem Volkswagen I.D. R Pikes Peak aufgestellt.

## Zahnradbahn

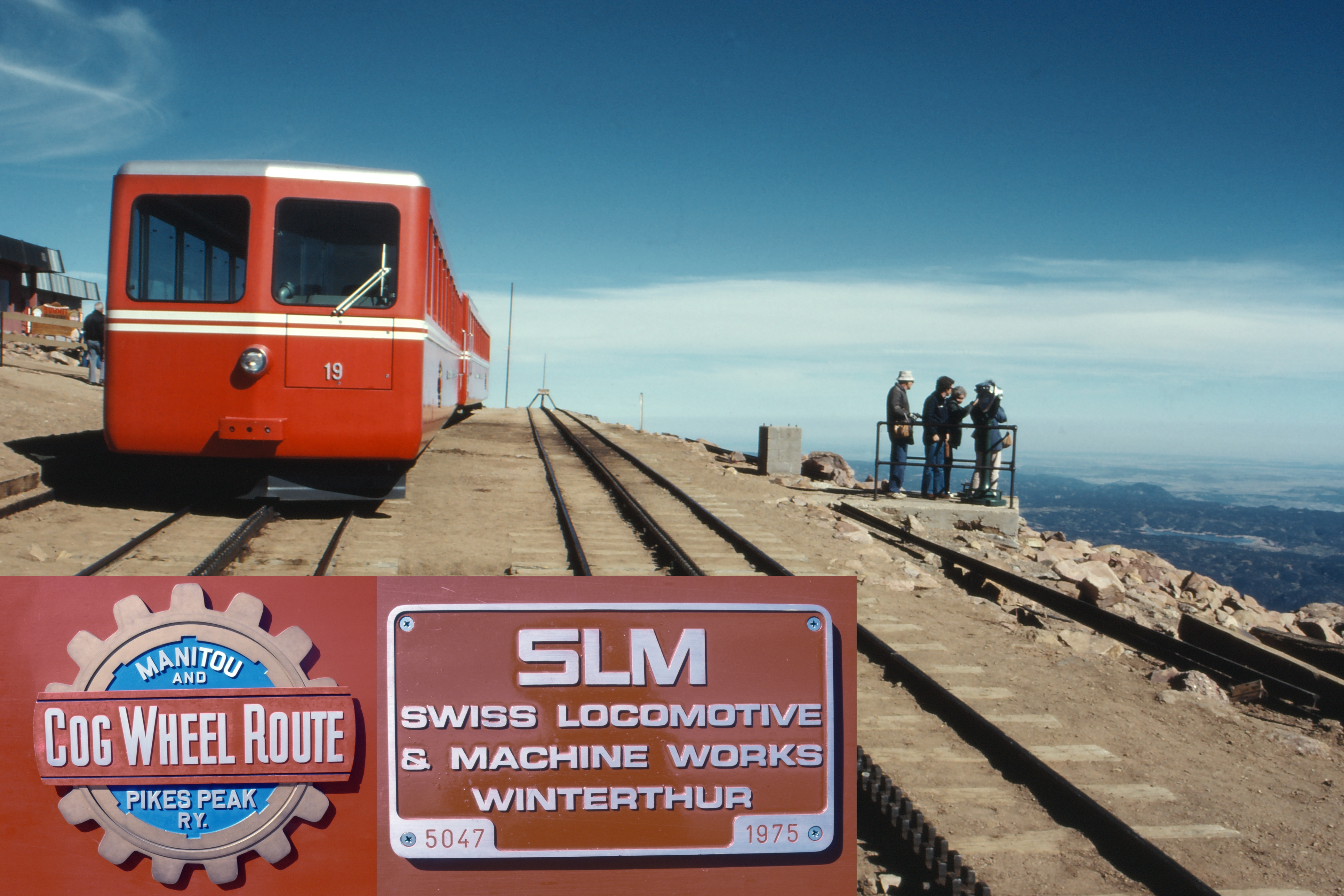
Pikes Peak 1987

Bis auf den Gipfel des Pikes Peak verkehrte seit 1891 mit der Manitou and Pike’s Peak Railway die höchste Zahnradbahn der Welt. Sie verkehrte zuletzt ganzjährig, Hauptsaison war jedoch im Sommer. Während man früher mit Dampfloks den Gipfel erreichte, fuhren später moderne Dieseltriebwagen über die zirka 16 km lange Schienenstrecke, die beeindruckende Panoramablicke zu bieten hat.
Der Betrieb der Zahnradbahn wurde im Oktober 2017 eingestellt und im Mai 2021 nach umfassender Modernisierung wieder eröffnet. Das neue Zugmaterial wurde von Stadler Rail hergestellt.